# Sandjak Jeruzalem
Sanjak Jeruzalem (Turks: سنجاق قدس, Sancâk-ı Kudüs; Arabisch: سنجق القدس, Sanjaq al-Quds) was een Ottomaanse sanjak die een groot deel van zijn bestaan deel uitmaakte van de Damascus Eyalet.
Het werd in de 16e eeuw gecreëerd door het Turkse Ottomaanse Rijk na de Ottomaans-Mamelukse oorlog van 1516-1517. Het werd losgemaakt van het Syrische eyalet en direct onder het centrale Ottomaanse bestuur geplaatst, eerst voor een korte periode in 1841 en opnieuw in 1854. In 1872 werd een onafhankelijke provincie gecreëerd, het Mutasarrifate van Jeruzalem. Deze hield in 1917 op te bestaan tijdens de Eerste Wereldoorlog als gevolg van de Britse vooruitgang aan het front in het Midden-Oosten, toen het een door Groot-Brittannië bestuurd bezet gebied werd.